# Chiesa di San Giorgio Martire (San Giorgio di Nogaro)
La chiesa di San Giorgio Martire,  nota anche con il titolo di duomo, è la parrocchiale di San Giorgio di Nogaro, in provincia e arcidiocesi di Udine; fa parte della forania della Bassa Friulana.

## Storia
Durante lo scavo archeologico del 1988, vennero ritrovati i chiari resti di un'antica pieve risalente al V secolo avente l'abside rivolta a oriente e la facciata a ponente; non si conosce invece la sorte di questo edificio, ma si può supporre che sia stato abbandonato dopo le devastazioni di Attila.
Tra il VI e il VII secolo fu edificata una nuova chiesetta, di dimensioni però inferiori rispetto all'antica pieve paleocristiana.
Tuttavia, la prima citazione di una cappella a San Giorgio di Nogaro risale al 1443 ed è contenuta in un documento che parla dell'ecclesia Sancti Georgy martiris, che aveva ricevuto la visita del vescovo di Pedena.
Già nel XVII secolo la chiesa sangiorgese godeva del beneficio del fonte battesimale, pur rimanendo ufficialmente filiale della pieve di San Vincenzo di Porpetto, dalla quale si affrancò solo nel 1835 venendo eretta a parrocchiale.
Nel 1928, su impulso del parroco Giuseppe D'Andreis, monsignor Giovanni Battista Monai iniziò l'iter per costruire la nuova parrocchiale. La prima pietra dell'erigenda struttura fu posta, solo dopo decenni, il 18 luglio 1954 dall'arcivescovo Giuseppe Nogara; la chiesa, disegnata da Giacomo Della Mea, fu ultimata il 27 aprile 1955 e benedetta il successivo 6 novembre.
La facciata venne ultimata però nel 1973 su progetto di Luciano Ria; l'edificio riportò durante il terremoto del Friuli del 1976 alcuni danni, che furono comunque sanati con un restauro condotto dall'ingegner Giancarlo Tavano.
L'8 dicembre 2005 la chiesa venne consacrata dall'arcivescovo di Udine Pietro Brollo e l'anno successivo fu oggetto di un intervento di ristrutturazione.

## Descrizione

### Esterno
La facciata a capanna della chiesa, rivestita in pietra a fasce alternate e rivolta a settentrione, presenta alla base cinque nicchie separate da pilastri, tre delle quali ospitanti i portali d'ingresso e le altre due abbellite da rivestimenti a riquadri bianchi e neri; più in alto è collocata nel mezzo una grande croce in rilievo, sormontata da un ampio rosone strombato.
I fianchi, suddivisi ciascuno in quattro parti da alti pilastri in calcestruzzo armato, ospitano in sommità altrettanti rosoni chiusi da vetrate.

### Interno
L'interno dell'edificio si compone di un'unica navata, coperta da una volta a botte ribassata con costoloni; ai lati inferiormente si aprono, tra una serie di pilastri e colonne in calcestruzzo, due lunghi corridoi, mentre nella parte superiore, scandita da lesene, si trovano delle finestre di forma circolare; al termine dell'aula si sviluppa il presbiterio, che dà accesso alla sagrestia.